# Санту-Антониу-даз-Ареяш
Санту-Антониу-даз-Ареяш (порт. Santo António das Areias)  —  район (фрегезия) в Португалии,  входит в округ Порталегре. Является составной частью муниципалитета  Марван. По старому административному делению входил в провинцию Алту-Алентежу. Входит в экономико-статистический  субрегион Алту-Алентежу, который входит в Алентежу. Население составляет 1261 человек на 2001 год. Занимает площадь 35,91 км².
Покровителем района считается Антоний Падуанский (порт. Santo António).